# Fredrik Idestam

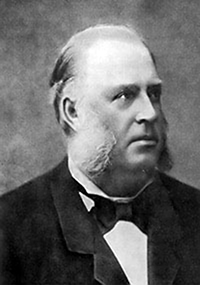
Fredrik Idestam

Knut Fredrik Idestam (28 de outubro de 1838, Tyrväntö, Grão-Ducado da Finlândia - 8 de abril de 1916, Helsínquia, Grão-Ducado da Finlândia) foi um engenheiro finlandês de mineração e empresário, mais conhecido como um dos fundadores da Nokia.
Em Maio de 1865, Idestam obteve uma licença para construir uma fábrica de papel em Tampere, na Finlândia. A fábrica começou a operar em 1866. Em 1871, Idestam e Leo Mechelin fundaram a Nokia Ltd. e transferiram as operações da empresa para a cidade de Nokia, na Finlândia.
Ele foi enterrado no Cemitério de Hietaniemi em Helsinque.